# Xã Radnor, Quận Peoria, Illinois
Xã Radnor (tiếng Anh: Radnor Township) là một xã thuộc quận Peoria, tiểu bang Illinois, Hoa Kỳ. Năm 2010, dân số của xã này là 3.613 người.